# Pitis (métro de Madrid)
Pitis est une station, terminus de la ligne 7 du métro de Madrid, en Espagne. Elle est établie sous la gare ferroviaire du même nom, à l'intersection des rues Maria Casares et Gloria Fuertes, dans le quartier de Mirasierra, de l'arrondissement de Fuencarral-El Pardo. Elle offre une correspondance avec les lignes C-3a, C-7 et C-8 du réseau des Cercanías Madrid.

## Situation sur le réseau
La station est située au nord d'Arroyofresno et constitue le terminus nord-est de la ligne 7.

## Histoire
La station est ouverte aux voyageurs le 29 mars 1999, lors de la mise en service du dernier tronçon de la ligne 7 depuis Valdezarza. Cette ouverture entraîne alors la réactivation de la gare ferroviaire qui n'était plus desservie depuis 1996. Pendant de longues années, aucune construction ne s'élevait à proximité, elle était donc ouverte seulement entre 6 h 30 et 22 h jusqu'en 2018. En dehors de ces horaires, les rames marquaient leur terminus à Lacoma. 